# Lac Havasu
Le lac Havasu (en anglais : Lake Havasu) est un lac de barrage américain situé à la frontière entre les États de l'Arizona et de la Californie. Il fait 72 km de long et a une superficie de 78 km2. 
Ce lac artificiel est créé entre 1934 et 1938 grâce à la construction d'un barrage sur le fleuve Colorado, le barrage de Parker, construit et géré par le Bureau of Reclamation. Ce barrage possède quatre turbines Francis qui peuvent générer un maximum de 120 mégawatts et une production annuelle de 450 millions de kilowatts-heures.
Ce lac est réputé pour être un endroit de détente et de vacances. La pêche y attire 750 000 visiteurs par an. La ville de Lake Havasu City, sur sa rive est, accueille chaque année au printemps le spring break de la région.
Le film d'horreur Piranha 3D (2010) est entièrement tourné au lac Havasu entre mai et juillet 2009.